# Lepthyphantes todillus
Lepthyphantes todillus là một loài nhện trong họ Linyphiidae.
Loài này thuộc chi Lepthyphantes. Lepthyphantes todillus được Eugène Simon miêu tả năm 1929.